# Cyril Szalkiewicz
Cyril Szalkiewicz (21 de diciembre de 1914 – 17 de febrero de 1969) fue un pianista finlandés, conocido por sus interpretaciones de obras de Jean Sibelius y Frédéric Chopin.

## Biografía
Su nombre completo era Cyril Swatoslaw Szalkiewicz, nació en Impilahti, en la actualidad parte de Rusia, y era primo de la actriz Taina Elg.
De origen polaco, Szalkiewicz completó estudios de piano en el Conservatorio de Víborg, continuando su formación en París hasta 1939. Desde 1933 actuó en su país y en el extranjero con conciertos propios y como músico solista acompañando a orquestas y cantantes. Durante mucho tiempo fue pianista en la Ópera Nacional de Finlandia. 
Fue intérprete de Jean Sibelius, y en las décadas de 1950 y 1960 grabó todas sus composiciones de piano para la emisora Yleisradio. Aunque hizo un gran número de grabaciones en solitario, también colaboró con artistas como Aulikki Rautawaara, Jukka Hapuoja y Jorma Huttunen.
Falleció repentinamente en Kangasniemi, Finlandia, en 1969, mientras daba un concierto con Tamara Lund. 